# كوروش (روسيا)
كوروش، هي قرية جبلية تقع جنوبي داغستان. تقع على ارتفاع يتراوح بين 2480 و2560 متراً فوق مستوى سطح البحر (وفقاً لمصدر الخرائط الطبوغرافية فإن مركزها يقع على ارتفاع 2530 متراً)، وهي أعلى منطقة مأهولة بالسكان بشكلٍ مستمر في منطقة جبال القوقاز الكبرى وفي أوروبا. وهي أيضاً أبعد منطقة مأهولة جنوباً في روسيا. حسب تعداد 2015، بلغ عدد سكانها حوالي 813 نسمة.